# Christiana Figueres
Karen Christiana Figueres Olsen (San José, 7 de agosto de 1956) es una antropóloga, economista y analista costarricense.
Fue nombrada secretaria ejecutiva de la Convención Marco de las Naciones Unidas sobre el Cambio Climático (CMNUCC), el 17 de mayo de 2010, reemplazando a Yvo de Boer, que había anunciado que dejaría el puesto el 1 de julio de este año. Figueres ha sido miembro del equipo de negociación de Costa Rica desde 1995, participando en las negociaciones tanto de la CMNUCC como del Protocolo de Kioto. Ha colaborado en el diseño de los principales instrumentos para hacer frente al cambio climático y es una promotora fundamental de la participación activa de América Latina en la Convención. En el 2016 fue nombrada por la revista TIME como uno de los 100 personajes más influyentes del mundo.
A partir del 7 de junio de 2016, lanza su candidatura para la secretaría general de la ONU. Apoyada por el Gobierno de Costa Rica, a partir de esta fecha la Sra. Figueres y el Gobierno de Costa Rica se dan a la tarea de conseguir los votos necesarios para ganar la elección.

## Biografía
Nació en San José, el 7 de agosto de 1956. Es hija de José Figueres Ferrer, que fuera presidente de Costa Rica en tres ocasiones, y Karen Olsen Beck. La licenciada Figueres tiene una larga trayectoria dentro de la Convención Marco de las Naciones Unidas sobre el Cambio Climático. Ha sido miembro del equipo negociador de Costa Rica de la CMNUCC y del Protocolo de Kioto desde 1995, cuando su hermano José María Figueres fue presidente de la República, y se ha dedicado exclusivamente al tema de cambio climático a lo largo de los últimos quince años. Fue elegida Vicepresidente de la Convención Marco 2008-2009 en representación de América Latina y el Caribe, habiendo representado a la región anteriormente en la Junta Directiva del Mecanismo de desarrollo limpio (MDL) en 2007.
Fue copresidente del Grupo de Contacto sobre Directrices al Mecanismo de desarrollo limpio en la Conferencia de las Partes (COP) de Nairobi en 2006, de Poznan en 2008 y de Copenhague en 2009. Fue Copresidente del Grupo de Contacto sobre mecanismos de flexibilidad para el régimen post 2012, en Bonn en junio de 2008, en Acra, Ghana en agosto de 2008, y Poznan en diciembre de 2008. Previamente fue miembro del grupo de Amigos del Presidente que negociaron el Plan de Acción de Bali para la cooperación a largo plazo de todas las naciones, en Bali en diciembre de 2007.
Es asesora principal de Cambio Climático para ENDESA Latinoamérica y Vicepresidente del Comité Superior de la Agencia de Evaluación de Riesgo en proyectos de carbono.
En cuanto a responsabilidades políticas, entre 1982 y 1985 fue Ministra Consejera de la Embajada de Costa Rica en Bonn, Alemania, donde se le galardonó con la Gran Cruz de Honor al Mérito, por su destacado desempeño en las relaciones bilaterales. En 1987 fue Directora de Cooperación Internacional del Ministerio de Planificación de Costa Rica. En 1988 fue nombrada Jefe de Gabinete del Ministerio de Agricultura de Costa Rica.
Fundadora del Centro para el Desarrollo Sostenible en las Américas (CEDSA) en 1995, ejerció como Directora de esta organización no gubernamental y sin fines de lucro durante ocho años, estableciendo lazos de cooperación con ONG alrededor del mundo. Delineó y ayudó a establecer programas nacionales para el cambio climático para los gobiernos de Guatemala, Panamá, Colombia, Argentina, Ecuador, Honduras, El Salvador y la República Dominicana. 
En 2001 le fue otorgado el Premio Héroe del Planeta de la National Geographic en reconocimiento de su liderazgo internacional en energía sostenible y cambio climático.
En abril de 2016 el MINAE le otorgó un premio por su lucha en contra del cambio climático, el premio Guayacán, basado en el artículo 114 de la Ley Orgánica del Ambiente.
El 7 de julio de 2016 ingresó en el grupo de personas de entre las cuales se va a seleccionar la siguiente secretaría general de las Naciones Unidas donde posiblemente sería la sucesora de Ban Ki-moon.
Christiana Figueres ha hecho importantes contribuciones a la literatura analítica y académica sobre el diseño del régimen de cambio climático. Sus escritos son ampliamente publicados y es una oradora habitual sobre las negociaciones de cambio climático, políticas e instrumentos financieros orientados a la promoción de la energía limpia y eficiencia energética.